# Jetour X90
Le Jetour X90 est un modèle de crossover de 5 à 7 places produit par le constructeur automobile chinois Jetour.

## Aperçu
Jetour est apparue officiellement en janvier 2018, et le X90 est le troisième modèle de la marque. Il a été officiellement lancé en janvier 2019 et à ce moment le X90 était propulsé par un moteur Turbo de 1,5L.
L'intérieur est équipé d'un écran de contrôle central de 9 pouces et d'un instrument LCD de 12,3 pouces qui sont de série pour tous les niveaux de finition, et les modèles haut de gamme sont également équipés d'airbags latéraux avant et pour la tête avant et arrière, d'un toit ouvrant panoramique, sièges en cuir réglables électriques à 6 directions et copilote à 4 directions, navigation GPS, rétroviseurs chauffants électriques et climatiseurs indépendants à l'arrière.

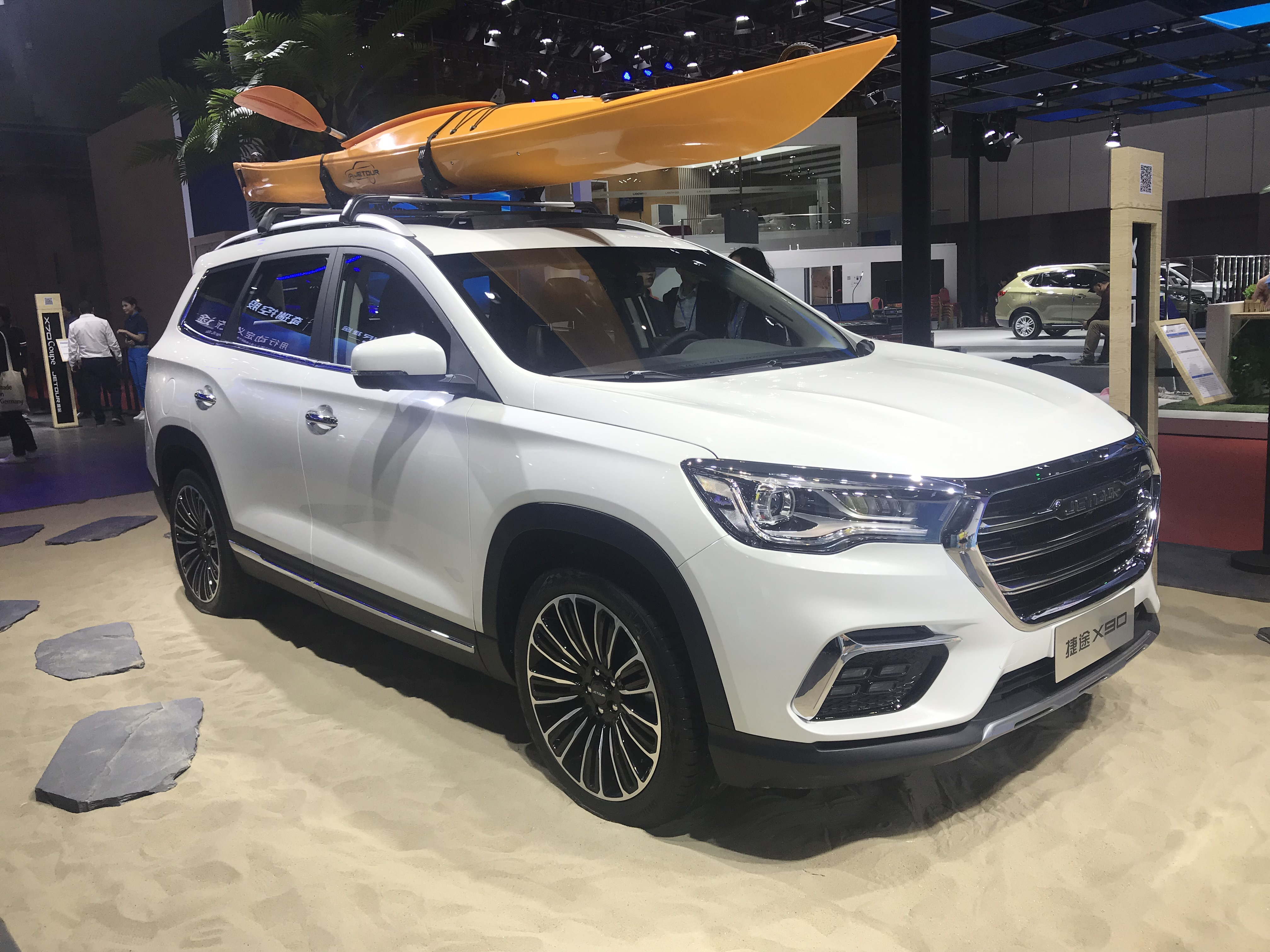
Jetour X90 vue avant
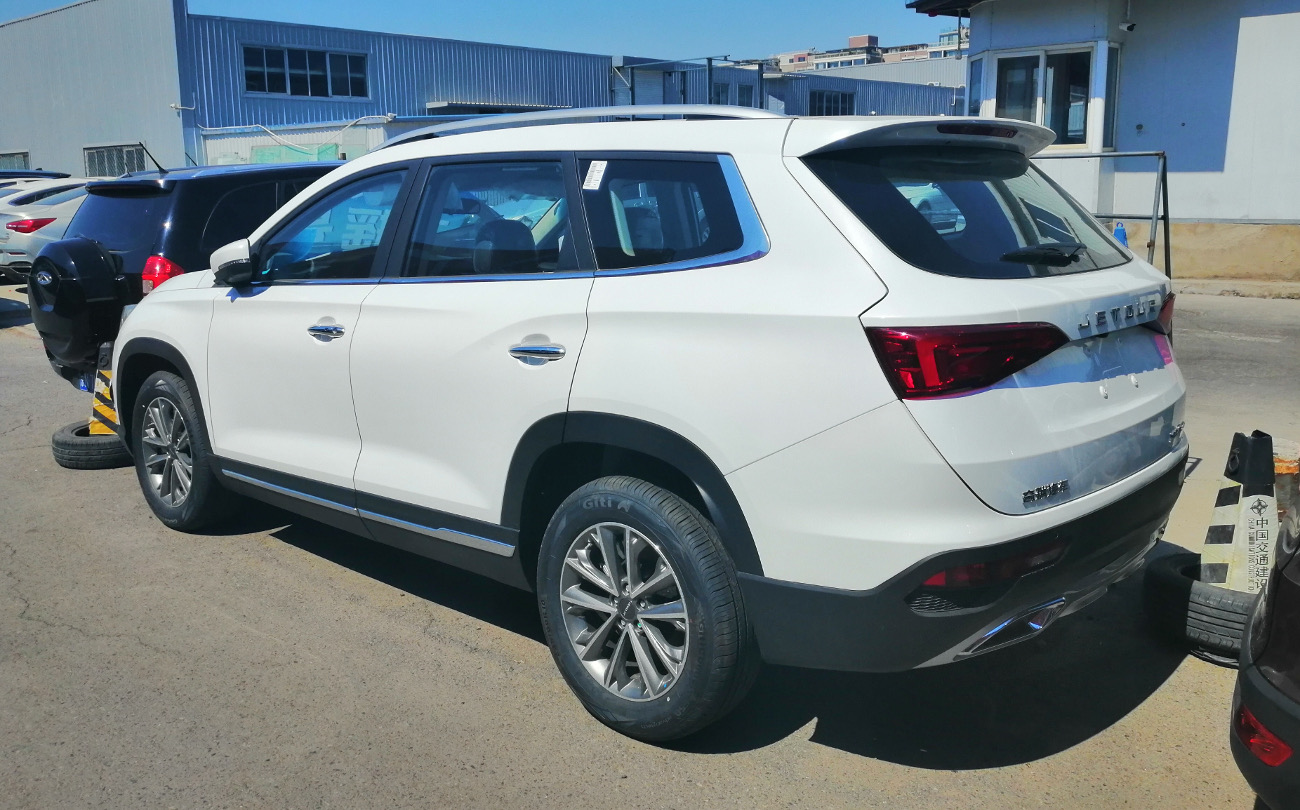
Jetour X90 vue arrière

### Motorisation
Au début, le Jetour X90 est propulsé par un moteur essence quatre cylindres en ligne turbo de 1,5L au lancement, produisant 156 ch et 230 N·m, comprenant une transmission manuelle à 6 vitesses ou une transmission à double embrayage à 6 vitesses.
Le 25 septembre 2019, le moteur turbo 1,6L a été lancé, qui est disponible en 4 versions au total. Le moteur turbo de 1,6L est un moteur à injection directe dans le cylindre ACTECO nommé F4J16 par Chery, avec une puissance maximale de 197 ch.

## Jetour X90 Plus
Un lifting plus haut de gamme nommé X90 Plus pour l'année 2021 a été lancé lors du salon de l'automobile de Shanghai. Le X90 Plus dispose de grands écrans pour les tableaux de bord et le système d'info-divertissement. L'intérieur comprend également une plate-forme de recharge sans fil, une connectivité à diverses applications et une connexion Internet 5G.

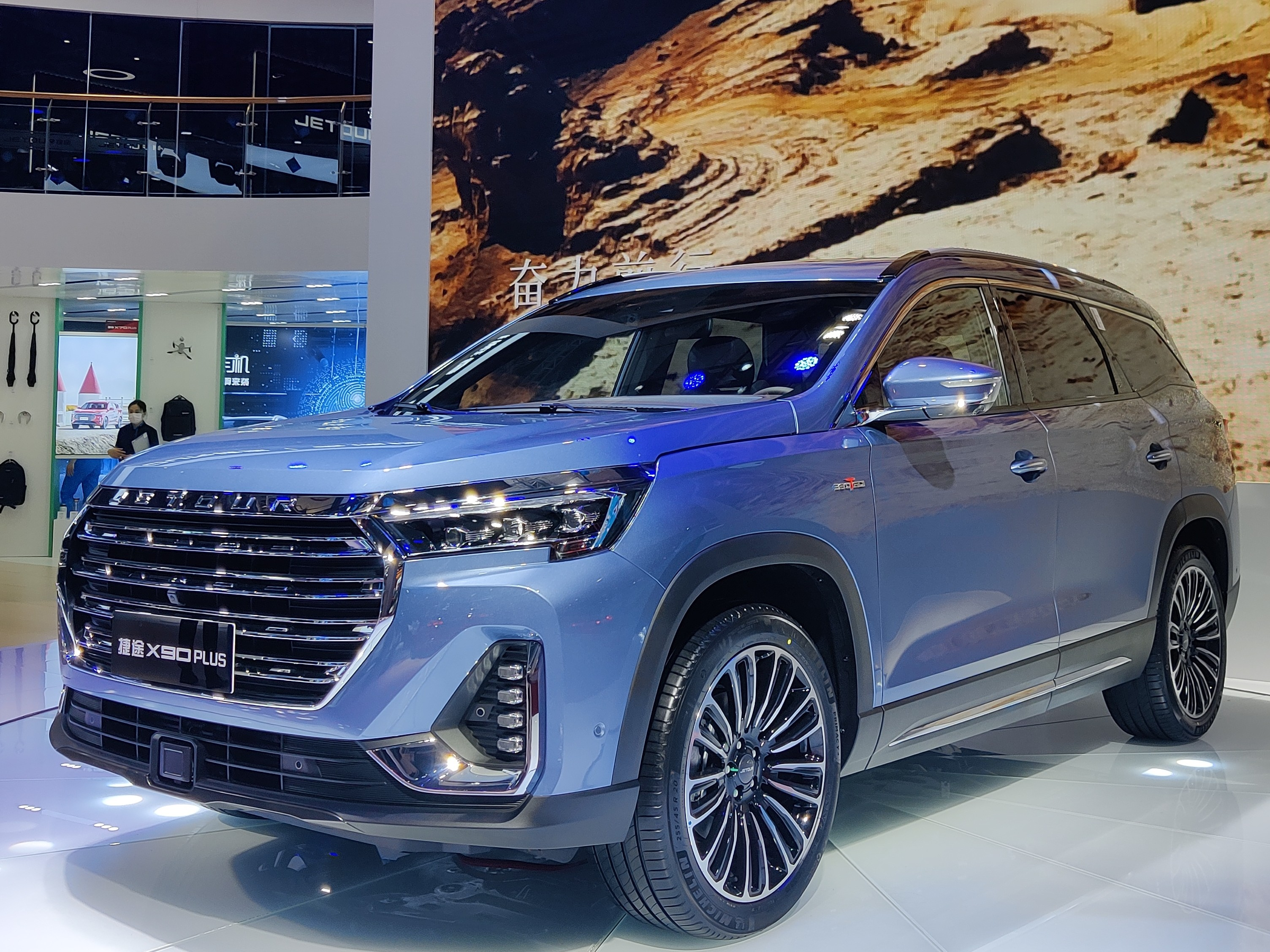
Jetour X90 Plus vue avant
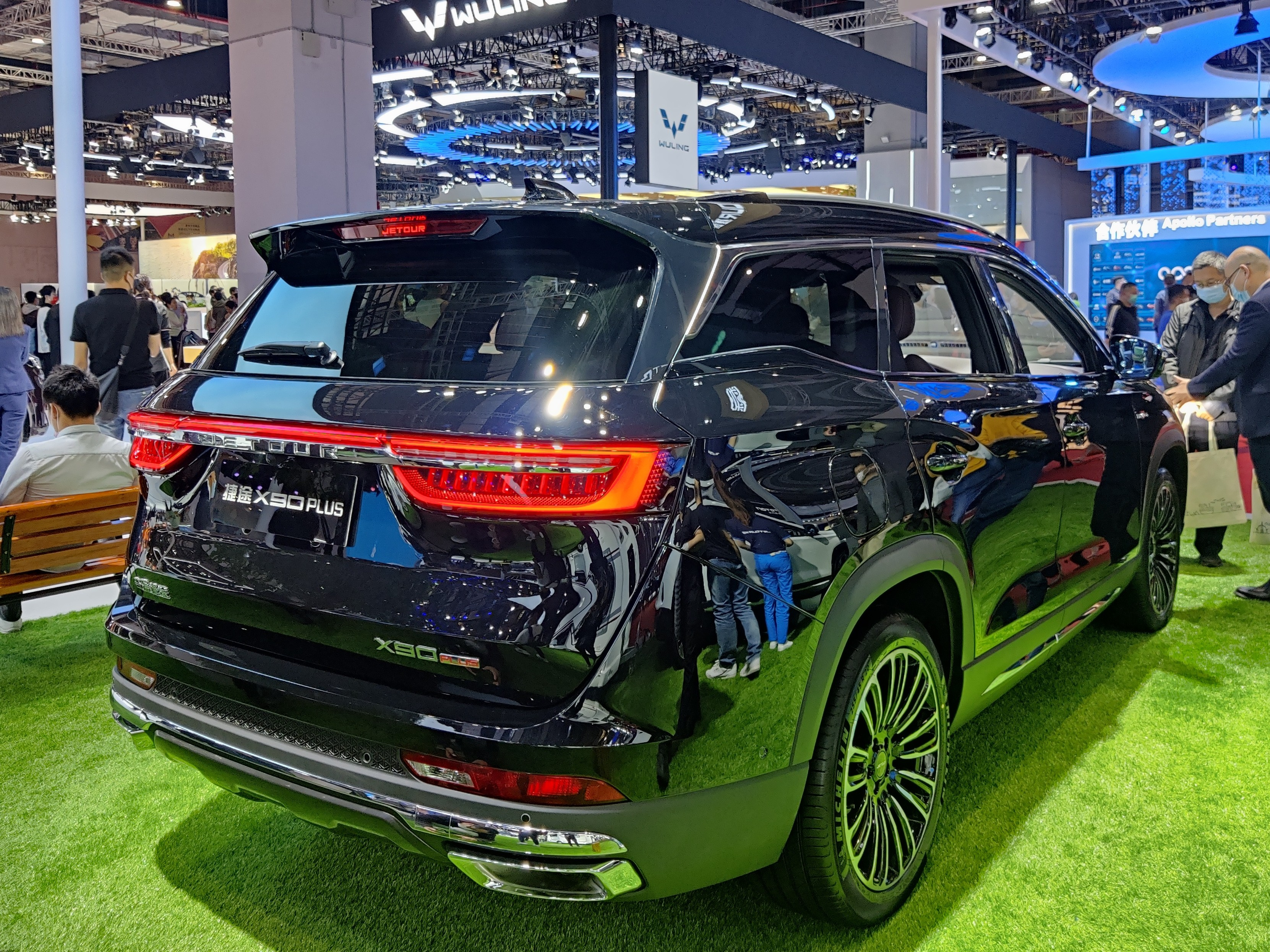
Jetour X90 Plus vue arrière